# Manfred Schlenker (General)
Manfred Schlenker (* 16. Januar 1951 in Brockhöfe) ist ein Generalmajor des Heeres der Bundeswehr im Ruhestand. In seiner letzten Verwendung war er ab dem 16. November 2006 Amtschef des Personalamtes der Bundeswehr.

## Leben

### Militärische Laufbahn

#### Ausbildung und erste Verwendungen
Nach dem Abitur 1969 in Uelzen trat Schlenker in den Dienst der Bundeswehr. Hier wurde er ab 1970 beim Fallschirmjägerbataillon 261 in Lebach zum Offizier ausgebildet. Von 1972 bis 1973 erfolgte dann die weitere Ausbildung an der Offizierschule in München. Anschließend war er von 1974 bis 1976 Zugführer in Rotenburg (Wümme). Von 1976 bis 1978 diente er als Jugendoffizier in der 6. Panzergrenadierdivision in Neumünster.
Von 1978 bis 1980 war Hauptmann Schlenker als Inspektionschef an der Heeresfliegerwaffenschule in Bückeburg eingesetzt.

#### Dienst als Stabsoffizier
Von 1981 bis 1983 absolvierte Schlenker den 24. nationalen Generalstabslehrgang an der Führungsakademie der Bundeswehr in Hamburg und wurde anschließend zum Major befördert. Von 1983 bis 1985 war er als Übungsstabsoffizier (G3) beim Amt für Studien und Übungen der Bundeswehr unter der Leitung des Chefs des Stabes, Flottillenadmiral Elmar Schmähling. Hier diente er gemeinsam mit Major Wolf-Joachim Clauß, mit dem er zuvor bereits die Generalstabsausbildung absolviert hatte.
1985 wurde Schlenker nach Wentorf versetzt, wo er bis 1987 als Operationsoffizier (G3) im Stab der Panzergrenadierbrigade 16 unter dem Kommando von Brigadegeneral Jürgen von Falkenhayn diente. Im Anschluss an diese Verwendung kehrte Schlenker an die Führungsakademie zurück und war dort von 1987 bis 1988 als Dozent für Truppenführung tätig. Von 1988 bis 1991 diente Schlenker im dänischen Karup in Hauptquartier des Allied Command Baltic Approaches (BALTAP) als Abteilungsleiter (Branch Chief). Zurück in Deutschland war er von 1991 bis 1993 als Abteilungskommandeur der Luftfahrzeugtechnischen Abteilung 152 in Rheine eingesetzt. Hiernach wurde er nach Unna versetzt, wo er von 1993 bis 1994 im Stab der 7. Panzerdivision als Personalstabsoffizier (G1) unter dem Kommando von Generalmajor Götz Gliemeroth diente. Er blieb auch nach der Neubezeichnung der Division zu Wehrbereichskommando III/7. Panzerdivision auf seinem Posten, nun allerdings in Düsseldorf.
1996 erfolgte die Versetzung in das Bonner Bundesministerium der Verteidigung, wo Schlenker bis 1997 als Referatsleiter in der Personalabteilung (P III 4) eingesetzt wurde. Im Anschluss daran diente er bis 1998 ebenfalls in Bonn als Abteilungsleiter Heer im Personalamt der Bundeswehr. Von 1998 bis 2000 war er als Referatsleiter Personal im Führungsstab der Streitkräfte (FüS I) unter der Leitung von Generalmajor Hartmut Moede und Konteradmiral Jörg Auer eingesetzt.

#### Dienst im Generalsrang
Es schloss sich von 2000 bis 2003 ein Truppenkommando an. Schlenker übernahm das Kommando über die Luftlandebrigade 26 in Saarlouis und wurde in dieser Verwendung zum Brigadegeneral ernannt. In dieser Zeit absolvierte er auch einen Auslandseinsatz im Rahmen der ISAF in Afghanistan, wo er vom Juni bis zum Dezember 2002 Kommandeur des Deutschen Einsatzkontingents und Kommandeur der Kabul Multinational Brigade (KMNB) war. Die KMNB war eine 3.600 Mann starke Brigade, der zu diesem Zeitpunkt rund drei Viertel der in Afghanistan stationierten deutschen Soldaten angehörten. Die KMNB war für die taktische Führung der ISAF zuständig und organisierte u. a. die Patrouillen in der afghanischen Hauptstadt Kabul. Oberst Werner Freers diente in Kabul bis zum Juli als sein Chef des Stabes. Im Dezember gab Schlenker das Kommando über die KMNB an den zum Brigadegeneral ernannten Freers ab.
Von 2003 bis 2006 übernahm Schlenker in Bonn den Posten des Stabsabteilungsleiters I Personal, Ausbildung und Organisation im Führungsstab des Heeres (FüH I), unter dem Kommando der Generalmajore Hans-Otto Budde und Volker Wieker. Am 16. Dezember 2006 übernahm Schlenker von Generalmajor Wolfgang Born am Standort Köln den Dienstposten als Amtschef des Personalamtes der Bundeswehr. In dieser Verwendung wurde er zum Generalmajor ernannt.

### Privates
Schlenker ist verheiratet und hat zwei Kinder.